# Caio Borralho
Caio Vinícius Silva Borralho (São Luís, Maranhão, el 16 de enero de 1993) es un artista marcial mixto brasileño que compite en la división de peso mediano de Ultimate Fighting Championship (UFC). Desde el 27 de agosto de 2024, está en la posición #5 del ranking de peso mediano de UFC.

## Primeros años
Caio Borralho nació el 16 de enero en São Luís, Maranhão. Su abuelo era profesor de matemáticas e inspirado por él, Borralho comenzó a dar clases particulares a los 15 años en matemáticas y química. 
Después de graduarse, Borralho fue a la Universidade Federal do Maranhão (UFMA) para estudiar Química Industrial. Durante sus años universitarios, le ofrecieron una oportunidad de pasantía en el gigante cervecero brasileño Ambev, él rechazó esta oferta y finalmente abandonó su universidad cuando se apasionó por seguir una carrera en MMA en algún momento de 2014.
Borralho comenzó a practicar artes marciales mixtas cuando tenía dieciocho años, pero su primera pelea de MMA ocurrió en 2014, cuando tenía alrededor de veintiún años como aficionado, en el Dojô James Adler, ubicado en la ciudad metropolitana de São Luis , Maranhão.
Antes de entrarle al MMA, Borralho incursionó en otros tipos de artes marciales. Su primer viaje al mundo de las artes marciales se produjo cuando tenía seis años en las artes de lucha con el nombre de judo, con el sensei Emílio Moreira como su primer mentor. En judo ha ganado múltiples campeonatos a nivel estatal (Maranhão) y nacional.
Después de perder ante un oponente en un torneo de Judo mediante llave de brazo, el sensei Emílio Moreira de Borralho lo obligó a entrenar en Jiu-jitsu para enriquecer sus habilidades de Judo. Poco después, Borralho también comenzó a entrenar en Muay Thai, pero optó por abandonar estas artes marciales (Judo y Muay Thai) en 2014 para seguir una carrera profesional en MMA, ya que se mudó de su ciudad natal de São Luís a la ciudad de Sao Paulo. Finalmente, fundó su propio equipo de MMA Fighting Nerds con su entrenador Pablo Sucupira.

## Carrera de artes marciales mixtas
Borralho obtuvo una victoria amateur en 2014 antes de convertirse en profesional ese mismo año. Después de compilar un récord de 8-1, fue invitado a competir en Dana White's Contender Series.

### Dana White’s Contender Series
Borralho hizo su debut en la Serie Contender contra Aaron Jeffery el 28 de septiembre de 2021. Ganó por decisión unánime, pero no consiguió un contrato con UFC.
Regresó un mes después, como gran favorito contra Jesse Murray (8-3). La pelea fue de peso semipesado, y Borralho ganó por nocaut técnico en el primer asalto, ganando un contrato con UFC. 

### Ultimate Fighting Championship
Borralho fue firmado por UFC e hizo su debut promocional contra Gadzhi Omargadzhiev el 16 de abril de 2022, en UFC on ESPN 34. Ganó la pelea por decisión técnica unánime.
Borralho enfrentó a Armen Petrosyan el 9 de julio de 2022, en UFC on ESPN: dos Anjos vs. Fiziev. Ganó la pelea por decisión unánime.
Borralho enfrentó a Makhmud Muradov el 22 de octubre de 2022, en UFC 280, a quien derrotó por decisión unánime.
Borralho enfrentó a Michał Oleksiejczuk el 29 de abril de 2023, en UFC on ESPN 45. Ganó la pelea por sumisión en el segundo asalto. Esta victoria lo hizo merecedor de su primer premio de Actuación de la Noche.
Borralho estaba programado para enfrentar a Nursulton Ruziboev el 4 de noviembre de 2023, en UFC Fight Night 231. Sin embargo, Ruziboev se retiró por razones no reveladas y fue reemplazado por Abus Magomedov. Ganó la pelea por decisión unánime.
Borralho enfrentó a Paul Craig el 4 de mayo de 2024, en UFC 301. Ganó la pelea por KO en el segundo asalto. Esta victoria lo hizo merecedor de su segundo premio de Actuación de la Noche.
Borralho enfrentó al ex-retador titular Jared Cannonier en el evento estelar del 24 de agosto de 2024, en UFC on ESPN 62. Ganó la pelea por decisión unánime. Esta pelea lo hizo merecedor de su primer premio de Pelea de la Noche.

## Vida personal
Caio Borralho está casado y tiene un hijo. Ha estado usando anteojos desde los tres años, ya que sufre de miopía y astigmatismo. La atracción inicial de Borralho por las MMA se originó a partir de las películas de artes marciales de Jean-Claude Van Damme, Jackie Chan y Bruce Lee.
Actualmente reside en São Paulo y completó su licenciatura en Educación Física en una universidad. Borralho también imparte clases de artes marciales en varios gimnasios de la ciudad de São Paulo.
Es fanático de las películas de superhéroes, los videojuegos y el anime; También juega al ajedrez, por lo que Borralho recibió el sobrenombre de "Rei dos Nerds" (Rey de los Nerds).

## Campeonatos y logros
- Ultimate Fighting Championship
  - Actuación de la Noche (Dos veces) vs. Michał Oleksiejczuk y Paul Craig[26][31]
  - Empatado (Francis Carmont, Sean Strickland y Brendan Allen) por la séptima racha de victorias más larga en la historia de la división de peso mediano de UFC (6)[37]
- Future Fighting Championships
  - Campeón de peso mediano (una vez)[38]

## Récord de artes marciales mixtas
| Récord profesional | Récord profesional | Récord profesional |
| 19 peleas          | 17 victorias       | 1 derrota          |
| ------------------ | ------------------ | ------------------ |
| Nocaut             | 5                  | 0                  |
| Sumisión           | 4                  | 0                  |
| Decisión           | 8                  | 1                  |
| Sin resultado      | 1                  | 1                  |

| Resultado     | Récord   | Oponente             | Método                      | Evento                              | Fecha                    | Ronda | Tiempo | Localización      | Notas |
| ------------- | -------- | -------------------- | --------------------------- | ----------------------------------- | ------------------------ | ----- | ------ | ----------------- | --- |
| Victoria      | 17-1 (1) | Jared Cannonier      | Decisión (unánime)          | UFC on ESPN: Cannonier vs. Borralho | 24 de agosto de 2024     | 5     | 5:00   | Las Vegas, Nevada | Pelea de la Noche. |
| Victoria      | 16-1 (1) | Paul Craig           | KO (golpes)                 | UFC 301                             | 4 de mayo de 2024        | 2     | 2:10   | Rio de Janeiro    | Actuación de la Noche. |
| Victoria      | 15-1 (1) | Abusupiyan Magomedov | Decisión (unánime)          | UFC Fight Night: Almeida vs. Lewis  | 4 de noviembre de 2023   | 3     | 5:00   | Sao Paulo,        | |
| Victoria      | 14-1 (1) | Michał Oleksiejczuk  | Sumision (rear-naked choke) | UFC on ESPN: Song vs. Simón         | 29 de abril de 2023      | 2     | 2:49   | Las Vegas, Nevada | Actuación de la Noche. |
| Victoria      | 13-1 (1) | Makhmud Muradov      | Decisión (unánime)          | UFC 280                             | 22 de octubre de 2022    | 3     | 5:00   | Abu Dhabi         | |
| Victoria      | 12-1 (1) | Armen Petrosyan      | Decisión (unánime)          | UFC on ESPN: dos Anjos vs. Fiziev   | 9 de julio de 2022       | 3     | 5:00   | Las Vegas, Nevada | |
| Victoria      | 11-1 (1) | Gadzhi Omargadzhiev  | Decisión técnica (unánime)  | UFC on ESPN: Luque vs. Muhammad 2   | 16 de abril de 2022      | 3     | 3:56   | Las Vegas, Nevada | Regresó a peso mediano. A Borralho se le descontó un punto en el tercer asalto debido a un rodillazo ilegal accidental que dejó a Omargadzhiev incapaz de continuar. |
| Victoria      | 10-1 (1) | Jesse Murray         | TKO (golpes)                | Dana White's Contender Series 44    | 19 de octubre de 2021    | 1     | 1:41   | Las Vegas, Nevada | Debut en peso semipesado. |
| Victoria      | 9-1 (1)  | Aaron Jeffery        | Decisión (unánime)          | Dana White's Contender Series 41    | 28 de septiembre de 2021 | 3     | 5:00   | Las Vegas, Nevada | |
| Victoria      | 8-1 (1)  | Wildemar Santos      | Decisión (unánime)          | Future FC 12                        | 16 de octubre de 2020    | 3     | 5:00   | Sao Paulo         | Ganó el Campeonato Vacante de Peso Mediano de FFC. |
| Victoria      | 7-1 (1)  | Ykaro Queiroz        | Decisión (unánime)          | Future FC 10                        | 6 de diciembre de 2019   | 3     | 5:00   | Sao Paulo         | |
| Victoria      | 6-1 (1)  | Otávio Sagás         | Sumision (guillotine choke) | Future FC 8                         | 23 de agosto de 2019     | 1     | 3:44   | Sao Paulo         | |
| Victoria      | 5-1 (1)  | Luiz Carlos Alves    | Sumision (anaconda choke)   | Mega Fight Championship 2           | 22 de junio de 2019      | 1     | 2:03   | Osasco            | |
| Victoria      | 4-1 (1)  | Douglas Nascimento   | TKO (golpes)                | Batalha MMA 14                      | 8 de septiembre de 2018  | 1     | 1:13   | Sao Paulo,        | Debut en peso mediano. |
| Sin resultado | 3–1 (1)  | Raylander Marques    | Sin resultado               | Vikings Fight Club 2                | 16 de junio de 2018      | 1     | 5:00   | Campinas,         | |
| Victoria      | 3–1      | Luiz Carlos Alves    | TKO                         | Arena Combat: Fight Night 2         | 16 de septiembre de 2017 | 1     | 0:20   | Sao Sebastiao,    | |
| Victoria      | 2–1      | Edson Junior         | Sumision (rear-naked choke) | Thunder Fight 9                     | 30 de septiembre de 2016 | 3     | 3:05   | Sao Paulo,        | |
| Derrota       | 1–1      | João Carvalho        | Decisión (unánime)          | Bradar Fight 3                      | 18 de julio de 2015      | 3     | 5:00   | Sao Luis,         | |
| Victoria      | 1–0      | Cleiton Rafael       | KO (puñetazo)               | Evocke Fight: Gods of War           | 13 de diciembre de 2014  | 1     | 1:48   | Sao Paulo,        | Debut en peso welter. |